# Mohamed Abdilaahi
Mohamed Abdilaahi (née le 23 mars 1999 à Mönchengladbach) est une athlète allemand, spécialiste des courses de fond.

## Biographie
Le 8 août 2020, à Brunswick, il remporte le 5 000 mètres des Championnats d'Allemagne d'athlétisme, son premier titre national.
Conservant son titre de champion d'Allemagne du 5 000 m en 2021, il remporte cette même année la médaille d'or du 5 000 m lors des championnats d'Europe espoirs 2021 à Tallinn, en 13 min 38 s 69. Quelques jours plus tard, il est éliminé en séries du 5 000 m des Jeux olympiques de Tokyo.
Champion d'Allemagne pour la troisième fois consécutive, il s'incline lors des séries des championnats du monde 2022.
En 2024, il réalise la meilleure performance allemande sur 5 km en 13 min 22 s.

## Palmarès

### International
| Date | Compétition                   | Lieu    | Résultat | Épreuve | Marque         |
| ---- | ----------------------------- | ------- | -------- | ------- | -------------- |
| 2021 | Championnats d'Europe espoirs | Tallinn | 1er      | 5 000 m | 13 min 38 s 69 |

### National
- Championnats d'Allemagne d'athlétisme :
  - 5 000 m : vainqueur en 2020, 2021 et 2022

## Records
| Épreuve      | Performance    | Lieu         | Date            |              |
| En plein air | En plein air   | En plein air | En plein air    | En plein air |
| ------------ | -------------- | ------------ | --------------- | ------------ |
| 5 000 m      | 12 min 53 s 63 | Monaco       | 11 juillet 2025 |              |
| 10 000 m     | 28 min 13 s 83 | Stanford     | 1er avril 2022  |              |